# نیوزویک
نیوزویک (Newsweek) هفته‌نامه‌ای است که توسط مؤسسه واشینگتن پست در شهر نیویورک ایالات متحده از سال ۱۹۳۳ تا پایان سال ۲۰۰۰، به صورت چاپی و پس از آن به‌صورت آنلاین منتشر می‌شود. نیوزویک، پس از مجله تایمز، دومین هفته‌نامه آمریکایی است که قدمت آن به هشتاد سال می‌رسد.
متوسط شمارگان آن بیش از ۴ میلیون نسخه است که تنها در ایالات متحده ۳٬۱۶۰٬۰۰۰ نسخه در هفته به چاپ می‌رسد. این نشریه ویرایش‌های گوناگونی به زبان‌های ژاپنی، کره‌ای، لهستانی، روسی، اسپانیایی و عربی دارد.

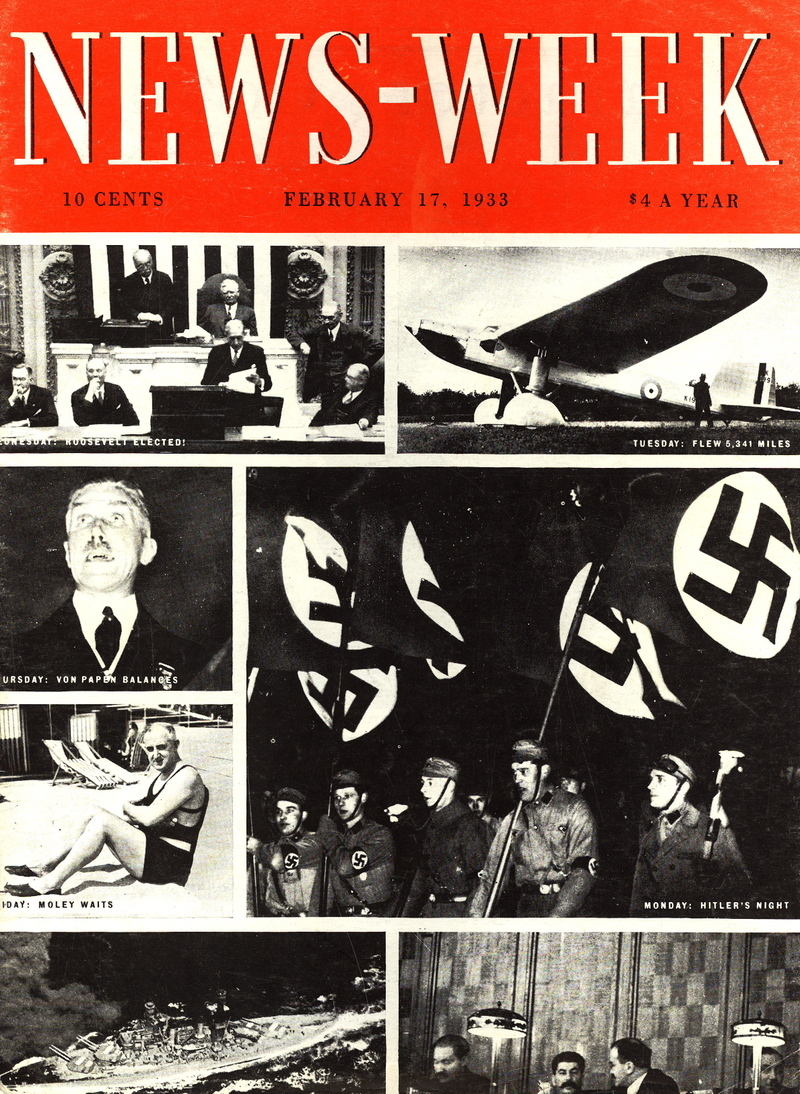
جلد اولین شماره در تاریخ ۱۷ فوریه ۱۹۳۳

شعبهٔ مرکزی نشریه در نیویورک بوده و دارای ۱۷ شعبه در آمریکا و جهان است. ۹ شعبه آمریکا عبارت‌اند از: نیویورک، لس‌آنجلس، شیکاگو، دالاس، میامی، واشینگتن، دیترویت، بوستون و سان‌فرانسیسکو. شعبات نیوزویک در دیگر کشورها عبارت‌اند از: پکن، کیپ‌تاون، اورشلیم، لندن، مکزیکو سیتی، مسکو، پاریس و توکیو.

## تاریخچه
نیوزویک به وسیلهٔ توماس جی سی مارتین در ۱۷ فوریه ۱۹۳۳، پایه‌گذاری شد.

## آخرین نسخه چاپی
در ۳۱ دسامبر ۲۰۱۲، روی جلد این هفته‌نامه، تصویری سیاه و سفید از ساختمانی در منهتن نیویورک که محل تهیه نسخه‌های چاپی این مجله بود چاپ شد که سه کلمه «آخرین نسخه چاپی» که با برچسب توییتری به صورت last print issue# بر روی این جلد دیده می‌شد به نقل مکان این مجله به دنیای دیجیتال و عدم انتشار نسخه چاپی آن پس از ۸۰ سال، اشاره داشت. در سال ۲۰۱۴، این مجله دوباره به چاپ نسخه کاغذی پرداخت و آن را در کنار انتشار آنلاین ادامه داد. 